# Le Nouveau Monde (film, 1972)
Pour les articles homonymes, voir Le Nouveau Monde.
Série
Les Émigrants
(1971)
Pour plus de détails, voir Fiche technique et Distribution.
Le Nouveau Monde (Nybyggarna) est un film suédois de Jan Troell, sorti en 1972 ; Les Émigrants, sorti en 1971, constitue le début de la saga.

## Synopsis
Lorsqu’il arrive enfin aux États-Unis, le groupe voyage ensemble en bateau et en train jusqu’au Minnesota où il trouve des terres pour bâtir une nouvelle vie.
Les émigrants mènent une vie dure et laborieuse, mais ils restent solidaires. Même Kristina et Ulrika, qui se méprisaient au début, deviennent des amies inséparables. Karl Oskar agrandit sa ferme et s’adapte bien au nouveau pays et à la nouvelle langue. Kristina vit plus isolée et souhaite toujours retourner chez elle à Duvemåla, dans la province de Småland.
Ulrika est acceptée dans la nouvelle société et se marie avec un ecclésiastique américain. Pendant la révolte des indiens, Daniel et plusieurs membres de sa famille sont tués.
Robert et Arvid se joignent à la ruée vers l'or, mais il est difficile d'en trouver et l’environnement dangereux. Arvid meurt empoisonné par de l'eau insalubre, Robert tombe malade et des escrocs lui volent tout ce qu’il possède.
Kristina tombe malade et le médecin lui déconseille toute nouvelle grossesse. Comme son amour pour Karl Oskar et sa foi en Dieu sont plus forts que sa peur, elle tombe enceinte puis meurt en couches. Sur son lit de mort, une pomme astrakan de son pays natal lui rappelle son enfance et son village qui lui manque toujours.
Karl Oskar vit longtemps et voit ses enfants et petits-enfants grandir.

## Fiche technique
- Titre : Le Nouveau Monde
- Titre original : Nybyggarna
- Réalisation : Jan Troell
- Scénario : Bengt Forslund et Jan Troell d'après le roman de Vilhelm Moberg
- Production : Bengt Forslund pour Svensk Filmindustri
- Musique : Bengt Ernryd, George Oddner
- Photographie : Jan Troell
- Montage : Jan Troell
- Décors : P.A. Lundgren
- Costumes : Ulla-Britt Söderlund
- Pays d'origine : Suède
- Format : Couleur (Eastmancolor) - 1,37:1 - Mono - 35mm
- Genre : Drame
- Durée : 135 minutes (2h15) pour la version française (191 minutes en version originale)
- Affiche : Michel Landi (France)

## Distribution
- Max von Sydow : Karl Oskar Nilsson
- Liv Ullmann :  Kristina Nilsson, femme de Karl Oskar
- Eddie Axberg : Robert Nilsson, frère de Karl Oskar
- Pierre Lindstedt : Arvid, copain de Robert
- Allan Edwall : Danjel, oncle de Kristina, pasteur
- Monica Zetterlund : Ulrika, prostituée

## Autour du film
Il s'agit de la suite du film « Les Émigrants ».

## Récompenses
- Oscar 1973: Nomination pour le meilleur film étranger
- Golden Globe Award 1973: Meilleur film étranger (avec sa première partie « Les Émigrants »).